# Callitricoccus probolus
Callitricoccus probolus är en insektsart som beskrevs av Williams 1985. Callitricoccus probolus ingår i släktet Callitricoccus och familjen ullsköldlöss. Inga underarter finns listade i Catalogue of Life.